# محاكي الروبوتات
يتم استخدام محاكي الروبوتات لإنشاء التطبيق الفعلي لروبوت دون اعتمادا على آلة الفعلية، وبالتالي توفير التكلفة والوقت. في بعض الحالات، يمكن نقل هذه التطبيقات إلى الروبوت المادي (أو إعادة بنائها) بدون تعديلات.
يمكن أن يشير المصطلح محاكاة الروبوتات إلى عدة تطبيقات محاكاة مختلفة للروبوتات. على سبيل المثال، في تطبيقات الروبوتات المتنقلة، تسمح محاكاة الروبوتات القائمة على السلوك للمستخدمين بإنشاء عالم بسيط من الأجسام الصلبة ومصادر الضوء وبرمجة الروبوتات للتفاعل مع هذا العالم. تسمح المحاكاة المستندة إلى السلوك بإجراءات أكثر حيوية في طبيعتها بالمقارنة مع المحاكاة الأكثر ثنائياً أو الحوسبية. بالإضافة إلى ذلك، قد تتعلم المحاكاة القائمة على السلوك من الأخطاء وتكون قادرة على إثبات جودة المثابرة التجميلية. 
واحد من أكثر التطبيقات شعبية لمحاكاة الروبوتات هو لنمذجة ثلاثية الأبعاد يحتوي هذا النوع من برامج الروبوتات على جهاز محاكاة وهو روبوت افتراضي قادر على محاكاة حركة الروبوت الفعلي في غلاف عمل حقيقيتستخدم بعض أجهزة محاكاة الروبوتات محركًا فيزيائيًا لتوليد حركة أكثر واقعية للروبوت. ينصح بشدة باستخدام محاكي الروبوتات لتطوير برنامج التحكم في الروبوتات بغض النظر عما إذا كان الروبوت الحقيقي متاحًا أم لا.تسمح هذه المحاكاة بأن تكون برامج الروبوتات مكتوبة بشكل مناسب ويمكن تصحيحها دون اتصال بالصيغة النهائية للبرنامج المختبرة على روبوت حقيقي.هذا في المقام الأول للتطبيقات الروبوتية الصناعية فقط، لأن نجاح البرمجة خارج الخط يعتمد على مدى تشابه البيئة الحقيقية للروبوت في بيئة المحاكاة.

## المحاكاة
من بين أحدث التقنيات المتاحة اليوم للبرمجة تلك التي تستخدم المحاكاة الافتراضية. يمكن أن توفر المحاكاة باستخدام النماذج الافتراضية لبيئة العمل والروبوتات نفسها يمكن أن توفر مزايا لكل من الشركة والمبرمج. يمكن تصور إجراءات الروبوت وأجزاء التجميع في بيئة افتراضية ثلاثية الأبعاد قبل إنتاج النماذج الأولية. يعد كتابة التعليمات البرمجية للمحاكاة أسهل أيضًا من كتابة التعليمات البرمجية للروبوت المادي. في حين أن التحرك نحو محاكاة افتراضية لبرمجة الروبوتات هو خطوة إلى الأمام في تصميم واجهة المستخدم 

### المحاكاة مفتوحة المصدر
- موبي "Moby": مكتبة ديناميكية جامدة مكتوبة في C ++.
- أدوات صندوق أدوات الروبوت للماتلاب هي برامج مجانية توفر وظيفة لتمثيل pose (تحويلات متجانسة، زوايا أويلر و RPY ، رواسب quartzions) ، روبوتات ذراع (كينماتيكس للأمام / معكوس، ديناميكية، محاكاة، رسوم متحركة) وروبوتات متحركة (تحكم، توطين، تخطيط ورسوم متحركة )
- كلامت "Klamp't": جهاز محاكاة أدخلت في عام 2013 متخصصة في الاتصال الثابت trimesh-trimesh. يدعم الحركة الأرجية والتلاعب.
- LpzRobots: محاكي روبوت ثلاثي الأبعاد للفيزياء تم تطويره في جامعة لايبزيغ.
- ميني بلوك "miniBloq": يحتوي برمجيات برمجة الروبوت على لوحات Arduino على جهاز محاكاة جديد.

### المحاكاة مغلقة المصدر
- آني كود "anyKode" ماري لو
- أوركا - سيم: ويدوز ثلاثي الأبعاد "ORCA-Sim: (Windows) 3D" محاكاة الروبوت باستخدام نيوتن ديناميات محرك الفيزياء.